# Пантелеймонівка (селище)
Пантелеймо́нівка — селище Горлівської міської громади Горлівського району Донецької області України. Розташоване за 32 км від Донецька та за 19 км від Горлівки.

## Географія

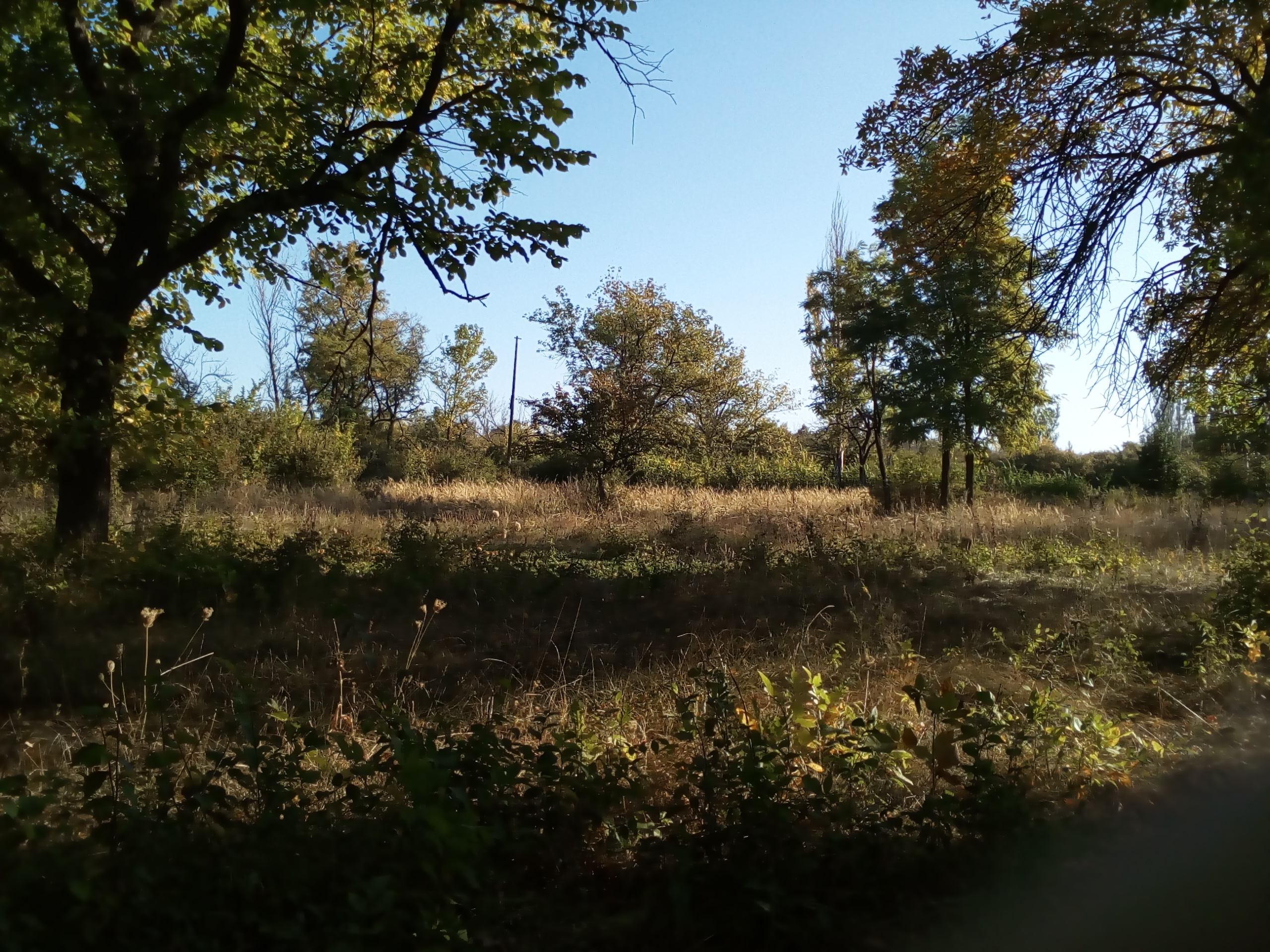
Ліс поблизу селища

Пантелеймонівка розташована в степовій зоні східної частини України, у центральній частині Донбасу. Через селище проходять автомобільна дорога М30 (E50) та залізниця, станція Пантелеймонівка. В Пантелеймонівці знаходяться два водосховища — обидва штучні, поруч протікає Канал Сіверський Донець — Донбас.

## Населення

### Мова
Розподіл населення за рідною мовою за даними перепису 2001 року:
| Мова            | Кількість | Відсоток |
| --------------- | --------- | -------- |
| російська       | 6273      | 78.11%   |
| українська      | 1699      | 21.16%   |
| вірменська      | 5         | 0.06%    |
| білоруська      | 2         | 0.02%    |
| румунська       | 1         | 0.01%    |
| інші/не вказали | 51        | 0.64%    |
| Усього          | 8031      | 100%     |

За даними перепису 2001 року населення селища становило 8031 особу, із них 21,16 % зазначили рідною мову українську, 78,11 % — російську, 0,06 % — вірменську, 0,02 % — білоруську та румунську, 0,01 % — молдовську.

## Історія
- 1876 року на лінії Південної залізниці була побудована станція. За старовинним звичаєм, у будівлі вокзалу висіла ікона святого Пантелеймона — звідси і назва станції Пантелеймонівка. Пізніше в околицях станції знайшли глину придатну для виробництва цегли, побудували завод — так виникло селище.
- 1960 — був створений Пантелеймонівський ставок.
- 1969 — був побудований перший панельний будинок за проєктом «Черемушки». Район так і назвали — Черемушки.
- 8 серпня 2014 року Пантелеймонівка була в боях з проплаченими бойовиками зайнята українськими силами АТО[4].
- 13 вересня попри режим припинення вогню бойовики так званої «ДНР» під російським прапором числом до 200 особин намагалися з боєм прорватися з напрямку від Пантелеймонівки до Василівки через позиції сил АТО, обстрілюючи українських військовослужбовців зі стрілецької зброї та гранатометів, пресцентр АТО: «під російським прапором, в одностроях збройних сил Російської Федерації та за підтримки бронетехніки»[5].
- 14 вересня стало відомо, що в часі боїв із найманцями загинуло 3 мирних жителів, 8 поранено, пошкоджено багато будинків, загинув старший солдат 93-ї бригади Шевченко Олександр Вікторович. 19 вересня бойовики завдали по Пантелеймонівці ракетно-артилерійських ударів. 20 вересня до Пантелеймонівки перекинута маневрена бронегрупа російських військ.

## Економіка
Пантелеймонівка відома своїм вогнетривким заводом. Пантелеймонівський вогнетривкий завод — найбільший в Україні завод з випуску магнезіальних вогнетривів.

## Пам'ятки
Курган «Беєва могила» являє собою природну гору, на якій близько 18-17 ст. до н. е. в часи Бабинської культури в епоху середньої бронзи було скоєно поховання чоловіка-воїна, перекрите курганним насипом, що складається із землі, дерева і каміння. Розміри кургану: до 100 метрів в діаметрі, 16 метрів у висоту
В даний час курган варварськи знищений (вибором ґрунту і піску для будівельних робіт).

## Відомі особистості
У містечку народився:
- Євдокимов Антон Вікторович (* 1995) — український футболіст.